# Stadion FK Inđija
Stadion FK Inđija, serb. Стадион ФК Инђија − stadion piłkarski mieszczący się w Inđii, na którym domowe mecze rozgrywa miejscowy klub, FK Inđija. Pojemność stadionu wynosi 3 500 miejsc.